# Jacques-Antoine Baratier
Jacques Antoine Baratier fue un noble, militar y escritor de la cosa militar, nacido en 1712 en Francia y fallecido en 5 de septiembre de 1783.
Es de advertir que el marqués de Quincy aprueba en el pasaje citado unas piezas recamaradas y más ligeras que las de la artillería moderna. Y que según el contexto de Antoni, aunque San Auban lo interpreta de otro modo, la artillería se puede aligerar, según su dictamen, mucho más que lo esta (Tomás de Morla, "Tratado de artillería", Segovia, J. Espinosa, 1816)

## Biografía
Baratier, nacido en Dauphine, fue el marqués de Saint-Auban, mariscal de campo y teniente general de los ejércitos del rey, con cuarenta años de servicio, participando en 17 campañas con Luis XV de Francia, como la campaña en el Rhin en 1735, y después pasa a Bohemia como ayudante mayor de artillería, y se encontró en 17 sitios, como defensor en el sitio de Praga, sitio de Ypres, sitio de Furnes, , en el sitio de Menin, o sitio de Namur, o batallas, como la batalla de Dettingen o batalla de Lawfeld comandante de la segunda batería de 16 cañones, entrando como oficial de artillería en 1 de noviembre de 1729, destacando en la colocación y empelo de la artillería en la batalla de Fontenoy, halagado por el marqués de Saxe en presencia del rey.
Un extracto de empleos de Baratier, los siguientes:
- 6 de marzo de 1734, comisario extraordinario de artillería
- 11 de diciembre de 1741, comisario ordinario
- 1744, caballero de San Luis
- 31 de diciembre de 1741, comisario provincial
- 1747 y 1748, mayor en jefe
- 1759, coronel
- 20 de febrero de 1761, mariscal de campo
- 1771, Comandante de San luis
- 1 de marzo de 1781, teniente general

Como escritor, dejó una obra de reformas del ejército, una memoria sobre los nuevos sistemas de artillería, una traducción de una obra de Alessandro Vittore Papacino d'Antoni, tratado sobre las armas de fuego, y una obra junto a Patrice d'Arcy (1725-1779), de familia noble de Irlanda, enviado a París en 1739, donde estudió matemáticas y fortificación, participando en las campañas de Alemania y Flandes como capitán en el regimiento de Conde, posteriormente coronel, mariscal de campo y miembro de la Academia de Ciencias (dejó d'Arcy otras obras: "Essai d'une nouvelle théorie d'artillerie", 1766, in-8.º; "Recueil de pieces sur nouveau fusil", 1767, in-8.º; "Reflexions sur la theorie de la lune, 1749, in-8.º)

## Obras
- Considerations sur la reforme des armes jugée au conseil de guerre, 1773, in-8.º.
- Supplment aux considerations .., in-8.º.
- Memoire sur les nouveaux systémes d'Artillerie, 1775, in-8.º.
- Traite des armes à feu
- Observations et experiences sur l'artillerie, Alethopolis, I. Neumann, 1752.